# 중앙시장 (부다페스트)

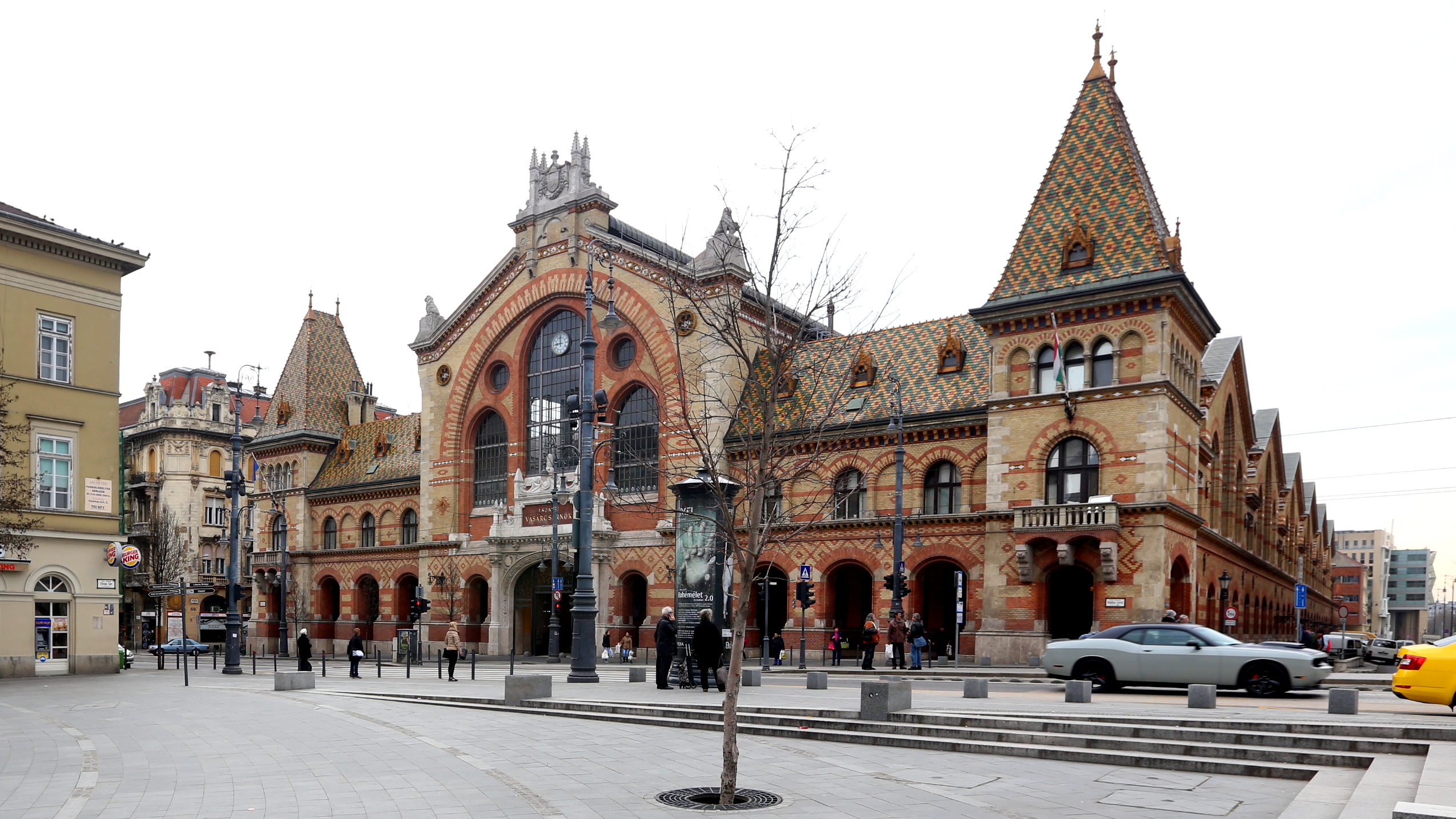
중앙시장

중앙시장(헝가리어: Központi Vásárcsarnok)은 헝가리 부다페스트에서 가장 크고 오래된 실내 시장이다. 이렇게 큰 마켓 홀을 짓는 계획은 부다페스트의 초대 시장인 카롤리 카메르마이어에게서 나왔으며, 그의 가장 큰 투자였다. 그는 1896년에 은퇴했고 1897년 2월 15일에 개막식에 참여했다.
이 시장은 유명한 보행자 전용 쇼핑가인 바치 거리 끝에 위치하고 있다.

## 역사
1860년대에 이미 수도의 식량 공급을 시장 홀을 건설하여 개선해야 한다는 제안이 있었다. 예비 계획에서 설정한 주요 목표 중 하나는 검사를 거친 식량만 판매해야 한다는 것이었다. 소매망을 설립해야 했을 뿐만 아니라 도매 상품 판매도 규제하고자 했다.
식량 공급 상황이 지속적으로 악화되자 1879년 수도 전체를 포괄하는 계획이 수립되었다. 12월 30일의 총회 결의안 제852호는 식량 위원회의 설립을 규정했다.
시장 건물 설립을 준비하기 위해 구성된 위원회는 1883년에 제안을 작성했다. 그들은 소금 창고 부지에 있는 푀밤 광장이 중앙시장 건물을 짓기에 가장 적합한 위치라고 생각했다.
1885년 10월 28일, 수도에서 다시 시장 홀에 대한 주제가 제기되었다. 그들은 중앙시장 홀을 9구의 소금광장 거리에 건설해야 한다는 확고한 의견을 밝혔다. 당시 그 부지는 국가 재정의 소유였다.
그 당시 시장 홀에 대한 계획의 구체화는 수년간 지연되어 왔고, 본질적으로 진전이 없었다. 수도의 식량 공급이 무질서하고 인구가 빠르게 증가하면서 상황은 더욱 악화되었다. 1890년에 시장 홀 설립과 관련된 사건이 급증했다. 대중은 시장 홀의 필요성을 점점 더 인식하게 되었다.
1891년 총회 결의안이 최종안인 것처럼 보였고, 총리 칼만 티서, 혹은 법무부 장관 테오필 퍼비니는 알코트마니 거리의 부지와 맞바꾸어 그 부지를 수도에 양도했다.
건물은 1897년 사무 페츠가 설계하고 건설했다. 이 시장은 3층에 다양한 노점을 갖추고 있다. 입구 게이트는 네오고딕 양식이다.  건물의 크기는 10,000제곱미터이고 강철 구조로 덮여 있다. 2차 세계 대전 중 시장은 크게 손상되어 악화된 상태로 남아 있었다. 1991년이 되어서야 철저한 보수공사를 거쳐 원래의 화려함을 되찾았다. 이 건물은 1997년에 재개장했다. 중앙시장은 여전히 도시에서 가장 인기 있는 관광 명소 중 하나다.